# Chettouane Belaila
Chettouane Belaila (în arabă شتوان بلايلة) este o comună din provincia Sidi Bel Abbès, Algeria.
Populația comunei este de 5.210 locuitori (2008).